# Plantation Open
Il Plantation Open è un torneo professionistico di tennis giocato su campi in terra verde. Fa parte dell'ITF Men's Circuit e dell'ITF Women's Circuit. Si gioca annualmente a Plantation negli Stati Uniti.

## Albo d'oro

### Singolare maschile
| Anno | Campione       | Finalista          | Punteggio         |
| ---- | -------------- | ------------------ | ----------------- |
| 2010 | Benoît Paire   | Marco Mirnegg      | 6–2, 6(10)–7, 7–5 |
| 2011 | Luka Gregorc   | Olivier Sajous     | 3–6, 6–2, 6–0     |
| 2012 | Jack Sock      | Jason Kubler       | 6–1, 7–6(5)       |
| 2013 | Victor Crivoi  | Pedro Sousa        | 6–2, 6–4          |
| 2014 | Sekou Bangoura | Yoshihito Nishioka | 6–4, 6–2          |

### Doppio maschile
| Anno | Campioni                       | Finalisti                          | Punteggio   |
| ---- | ------------------------------ | ---------------------------------- | ----------- |
| 2010 | Stefano Ianni Deniss Pavlovs   | Marcus Fugate Timothy Neilly       | 6–2, 6–2    |
| 2011 | Roman Borvanov Dennis Zivkovic | Daniel Smethurst Alexander Ward    | 6–4, 6–4    |
| 2012 | Drew Courtney Jarmere Jenkins  | Nicholas Monroe Jack Sock          | 7–6(3), 7–5 |
| 2013 | Franco Skugor Pedro Sousa      | João Domingues Hassan Ndayishimiye | 6–2, 6–3    |
| 2014 | Kevin King Juan Carlos Spir    | Jean-Yves Aubone Vahid Mirzadeh    | 7–6(5), 6–3 |

### Singolare femminile
| Anno | Campionessa      | Finalista         | Punteggio   |
| ---- | ---------------- | ----------------- | ----------- |
| 2010 | Ajla Tomljanović | Johanna Larsson   | 6–3, 6–3    |
| 2011 | Sharon Fichman   | Alexandra Cadanțu | 6–3, 7–6(2) |
| 2012 | Sofia Kvatsabaia | Evgenija Paškova  | 6–0, 6–2    |

### Doppio femminile
| Anno | Campionesse                        | Finaliste                          | Punteggio   |
| ---- | ---------------------------------- | ---------------------------------- | ----------- |
| 2010 | Aurélie Védy Mashona Washington    | Jorgelina Cravero María Irigoyen   | 6–0, 6–2    |
| 2011 | Ahsha Rolle Mashona Washington     | Christina Fusano Yasmin Schnack    | 6–4, 6–2    |
| 2012 | Anastasia Frolova Evgenija Paškova | Patricia Chirea Patricia Maria Țig | 6–4, 7–6(2) |